# Bomaanslag in Beit-Lid op 22 januari 1995
Op 22 januari 1995 bliezen twee Palestijnse terroristen zich in de vroege morgen op bij een bushalte tussen Israëlische soldaten die op weekendverlof gingen. Er kwamen 21 soldaten om in de leeftijd van 18 tot 24 jaar. Ook de twee daders kwamen om het leven. 69 mensen raakten gewond, meest Israëlische soldaten.